# Mohamed Béavogui
Pour les articles homonymes, voir Béavogui.
Mohamed Béavogui, né le 15 août 1953 à Porédaka, est un fonctionnaire international et homme d'État guinéen.
Il est Premier ministre de la transition en Guinée du 6 octobre 2021 au 20 août 2022. Il a précédemment été directeur général de l’Agence africaine de renforcement des capacités.

## Situation personnelle

### Origines et formation
Mohamed Béavogui naît le 15 août 1953 à Porédaka (Mamou) de Koma Béavogui, ancien diplomate et de Hadja Mariama Laila Diallo.
Il est scolarisé  à l’école primaire Coléah-3 puis au Centre d’enseignement révolutionnaire (aujourd'hui lycée Donka), avant d’entrer à l’institut polytechnique Gamal Abdel Nasser en 1972.
Béavogui bénéficie d’une bourse d’étude universitaire en Union soviétique et sort diplômé en construction mécanique et engins de mines de l’université polytechnique de Léningrad. Il est aussi titulaire d’un diplôme de la Kennedy School of Gouvernement de l’université Harvard, aux États-Unis.

### Carrière professionnelle
Recruté dans la fonction publique, Mohamed Béavogui effectue un stage à la compagnie des bauxites de Guinée à Kamsar, avant d’être nommé en 1980 directeur du Centre pilote de fabrication industrielle, situé près de Conakry.
Il travaille de 1982 à 1986 à Ibadan, au Nigeria, après une admission au concours des Nations unies pour un poste d’ingénieur au Centre africain régional de design et d’ingénierie. En 1986, l'Organisation des Nations unies pour l'alimentation et l'agriculture (FAO) le recrute comme conseiller technique. Il est ensuite chargé de programme à Bujumbura. En 1992, muté au siège de la FAO à Rome, il devient chargé de programme senior.
En 1994, il est gestionnaire senior d’un portefeuille de projets au siège de l’ONU. En 1998, il est nommé directeur régional de l'ONU à Abidjan, où il coordonne les projets de la sous-région. 
En 2001, il dirige les opérations du Fonds international de développement de l’agriculture (FIDA) en Afrique de l’Ouest et du Centre.
En 2014, il est choisi pour diriger la Mutuelle panafricaine de gestion de risques.
De janvier 2015 à septembre 2020, Mohamed Béavogui est directeur général de l’Agence africaine de renforcement des capacités, située à Johannesbourg (Afrique du Sud),,,. En septembre 2018, il est invité au Forum de Davos comme partenaire sur les discussions annuelles.

### Vie privée et familiale
Mohamed Béavogui est marié à Hassatou Diallo. Le couple a quatre enfants. L'ainée, Aissata Béavogui, est la première femme directeur général de Guinea Alumina Corporation (GAC),. La seconde, Mariama Laila Béavogui, est ingénieure diplômée de l'université de Boston. Deux fils, Abdoulaye Béavogui et Thierno Souleymane Béavogui, sont ingénieurs en intelligence artificielle et cyber sécurité et en finance, diplômés de l'université d'État de New York à Binghamton.

## Parcours politique

### Grève de 2007
Lors de la grève générale de 2007, sous le régime de Lansana Conté, quatre noms sont proposés pour la fonction de Premier ministre par les syndicats et la société civile, qui ont une préférence pour Mohamed Béavogui,. Le président Conté ne fait pas ce choix.

### Premier ministre de la transition
Le 6 octobre 2021, Mohamed Béavogui est nommé Premier ministre sous la régime de transition dirigé par Mamadi Doumbouya, arrivé au pouvoir par un coup d'État ayant renversé le président Alpha Condé.
Le 16 juillet 2022, en congé médical, il est remplacé par Bernard Goumou en tant que premier ministre par intérim avant que celui-ci ne soit confirmé le 20 août 2022.